# Lana (wrestlerka)
Catherine Joy „C.J.” Perry (ur. 24 marca 1985 w Gainesville w stanie Floryda) – amerykańska aktorka, tancerka, modelka, piosenkarka, wrestlerka i menedżerka wrestlingowa związana z WWE, gdzie występuje pod pseudonimem ringowym Lana jako menedżerka swojego męża Ruseva.

## Wczesne życie
Urodziła się  w Gainesville w stanie Floryda. Jej rodzice mieli portugalskie i wenezuelskie pochodzenie. Jest najstarsza spośród swojego rodzeństwa. Wiele lat swojego dzieciństwa spędziła w Łotewskiej Socjalistycznej Republice Radzieckiej, w Związku Socjalistycznych Republik Radzieckich, gdzie jej ojciec pracował jako chrześcijański misjonarz. Mieszkała tam z rodziną także po ogłoszeniu przez Łotwę niepodległości od Związku Radzieckiego w maju 1990.

## Balet
Od najmłodszych lat aspirowała do zostania baletnicą tak jak jej matka. Uczęszczała do Szkoły Choreografii w Rydze – szkoły baletowej przy Łotewskiej Operze Narodowej – i zaczęła tańczyć dla profesjonalnej firmy baletowej, Latvijas Nacionālais balets w wieku 14 lat.
W 2002, w wieku 17 lat powróciła do Stanów Zjednoczonych i zamieszkała w Nowym Jorku. Występowała jako tancerka pracując dla Alvin Ailey American Dance Theater, Ballet Hispanico, Broadway Dance Center i Martha Graham Center of Contemporary Dance. Później studiowała taniec i aktorstwo na Florida State University w Tallahassee, w stanie Floryda. Przez pewien czas była modelką. Brała udział w sesji dla kalendarzy firmy Ridgid i pracowała jako modelka-rzeczniczka napojów energetycznych Matrix i Red Bull.
Po ukończeniu studiów przeniosła się do Los Angeles.

## Muzyka i aktorstwo
W 2009 roku Perry dołączyła do girls bandu No Means Yes, zakontraktowanego pod wytwórnię Ne-Yo. Perry występowała pod pseudonimem C.J. razem z Kat, Sheą i Tanu. Zespół nagrał trzy piosenki – Would You Like That, 7 Years Bad Luck i Burn Rubber – zanim został rozwiązany w 2010 roku.
Pracowała jako tancerka dla takich wykonawców jak Keri Hilson, Nelly, Pink, Usher i Akon. Wystąpiła w teledysku Kelley Jakle do coveru piosenki Paramore Ain’t It Fun.
Uczyła się aktorstwa w szkole The Groundlings School. Jej osobistymi trenerami byli Lesly Kahn i Larry Moss. Zagrała między innymi w komedii muzycznej Pitch Perfect w 2012 roku, w kontynuacji tego filmu Pitch Perfect 2 w 2015 roku i w jednym z odcinków Banshee w 2013 roku.

## Kariera wrestlerska

### Manager Ruseva (2013–2016)
W czerwcu 2013 roku Perry ogłosiła, że podpisała kontrakt z WWE i została przydzielona do NXT – obszaru rozwojowego. Debiutowała w odcinku WWE NXT 23 października 2013 roku pod pseudonimem ringowym Lana. W swoim pierwszym występie obserwowała bułgarskiego wrestlera Alexandra Ruseva w trakcie jego walki z CJ Parkerem. Grała postać mówiącą z rosyjskim akcentem, która ukończyła studia na kierunku stosunków międzynarodowych oraz biznesu i marketingu. 6 listopada Lana została osobistą ambasadorką Ruseva. Zainspirowanie duetu Rusev-Lana przypisuje się podobnemu duetowi z filmu Rocky IV – Ivanowi i Ludomile Drago. Pierwszą galą pay-per-view Lany było NXT Arrival, na której Rusev siłą przerwał walkę Tylera Breeza i Xaviera Woodsa.

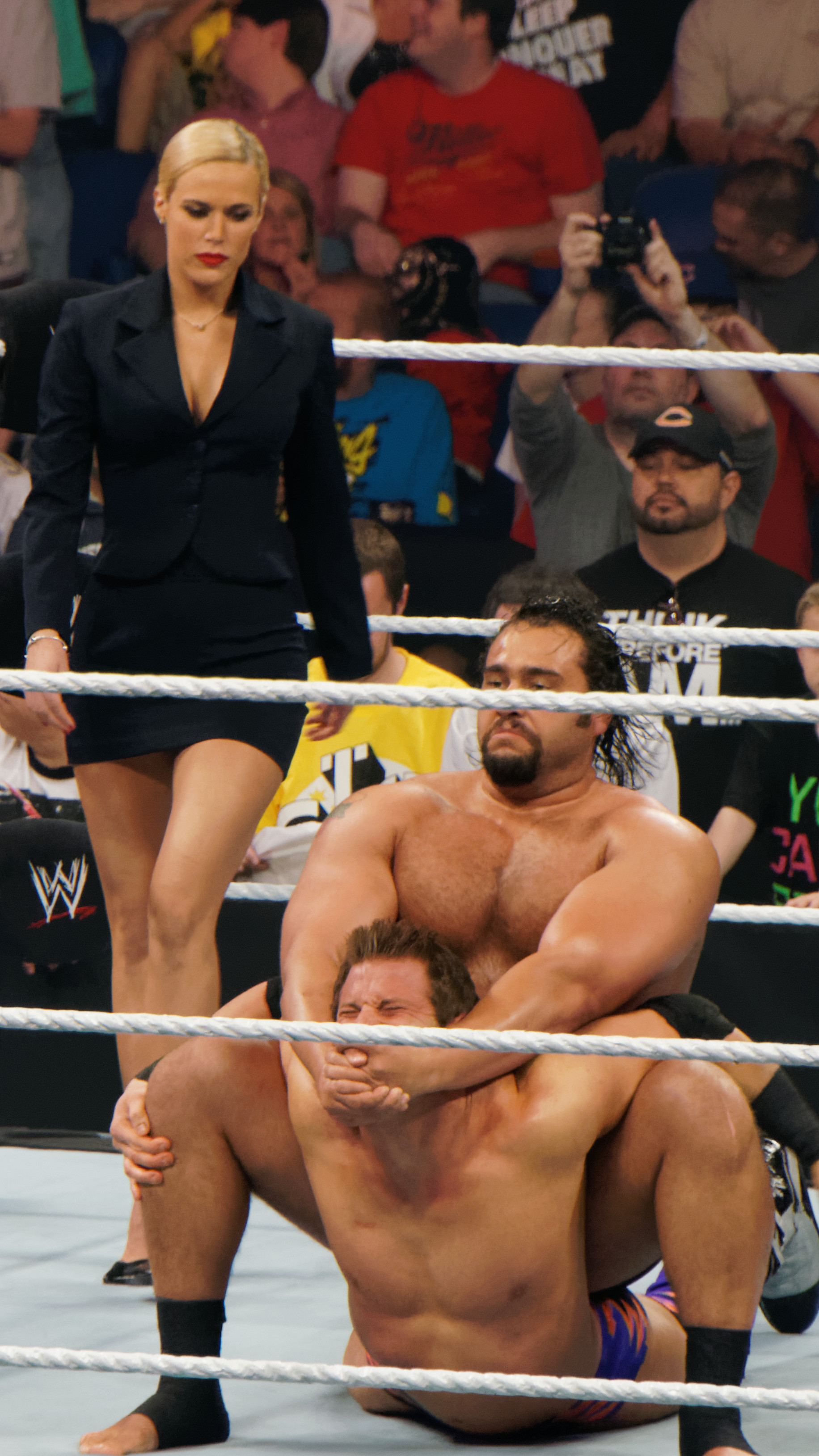
Lana obserwująca Ruseva, który zakłada chwyt camel clutch Zackowi Ryderowi 7 kwietnia 2014 roku w odcinku WWE Raw

31 stycznia 2014 roku debiutowała z Rusevem w głównym rosterze w dark matchu Ruseva przeciwko Tyson Kiddowi. Oficjalnie po przeniesieniu się do głównego rosteru Rusev pierwszy raz walczył 31 stycznia w odcinku WWE SmackDown! w krótkim pojedynku z Zackiem Ryderem. W maju Lana zaczęła dedykować walki Ruseva swojemu bohaterowi, prezydentowi Rosji, Władimirowi Putinowi. Od tej pory jej postać była portretowana jako antyamerykańska rosyjska nacjonalistka.
W czasie występów promocyjnych przed walką Ruseva z Jackiem Swaggerem na Battleground 2014 wygłosiła parę kontrowersyjnych przemów, w których chwaliła prezydenta Putina i obwiniała Stany Zjednoczone o bieżące wydarzenia na świecie. Wiele mediów zasugerowało, że jej komentarze odnosiły się między innymi do katastrofy lotu Malaysia Airlines 17, która miała miejsce trzy dni przed Battleground. WWE oficjalnie przeprosiło każdego kto poczuł się urażony i oświadczyło, że wypowiedzi Lany nie miały nic wspólnego z katastrofą samolotu.
3 listopada 2014 na Raw Rusev pokonał Sheamusa i zdobył United States Championship.  W trakcie Fastlane 22 lutego 2015 Lana odwracając uwagę sędziego przyczyniła się do wygranej Ruseva z Johnem Ceną w walce o pas WWE United States Championship. 3 kwietnia 2016 na WrestleManii 31 Rusev stracił pas na rzecz Ceny po tym, jak przypadkowo znokautował Lanę (ponownie próbującą odwrócić uwagę na korzyść Ruseva) i wybił ją z ringu.
26 kwietnia 2015, gdy Rusev ponownie walczył z Ceną na Extreme Rules, widownia oklaskiwała Lanę, co bardzo nie spodobało się jej klientowi. Rusev odesłał ją za kulisy. 17 maja w czasie Payback Cena pokonał Ruseva w walce typu „I Quit” match, bo Lana poddała się w imieniu swojego klienta. Rusev obwiniał potem Lanę o swoją przegraną i zwolnił ją. Lana jednak twierdziła, że Rusev poddał się w języku bułgarskim, a ona tylko to przetłumaczyła. Kolejnej nocy, na WWE Raw Lana pocałowała Dolpha Zigglera, co oznaczało dla niej przemianę w face’a. 29 czerwca na WWE Raw Lana i Ziggler potwierdzili w kayfabe swój związek, a Rusev zawarł sojusz z Summer Rae. Tydzień później Rusev zaatakował Zigglera i kontuzjował go uderzeniem w gardło. Ziggler miał po tym w kayfabe zmiażdżoną tchawicę, ale powrócił 17 sierpnia by pomóc Lanie w konfrontacji z Rusevem i Rae. 23 sierpnia Ziggler, wspomagany przez Lanę w narożniku, walczył z Rusevem, wspomaganym przez Summer Rae, w czasie SummerSlam 2015. Walka zakończyła się remisem w wyniku wyliczenia. Rae próbowała uwieść Zigglera aby zniszczyć jego związek z Laną. 7 września Lana doznała kontuzji nadgarstka w czasie treningu i do końca roku pojawiała się w programach WWE bardzo rzadko. W tym czasie WWE postanowiono porzucić dotychczasowy wątek fabularny jej, Ruseva, Zigglera i Rae. Wątek ten nie był popularny i został wyróżniony przez magazyn Rolling Stone jako najgorszy wątek fabularny WWE roku 2015.
11 października strona TMZ ogłosiła, że Perry zaręczyła się z Rusevem. Strona opublikowała też zdjęcia, które tego dowodziły. Perry potwierdziła informację o swoich zaręczynach. 30 listopada wystąpiła w talk-show The Miza, gdzie rozmawiała o swoich zaręczynach i odzyskała reputację heela. Przed powrotem do stałych występów pojawiła się jeszcze 25 stycznia 2016 w WWE Raw, w krótkim segmencie z Rockiem, który ją ośmieszał. Media spekulowały wówczas, że była to kara dla Perry za to, że informacja o jej prawdziwym związku stała się powszechnie znana.

### Kariera solowa (od 2016)

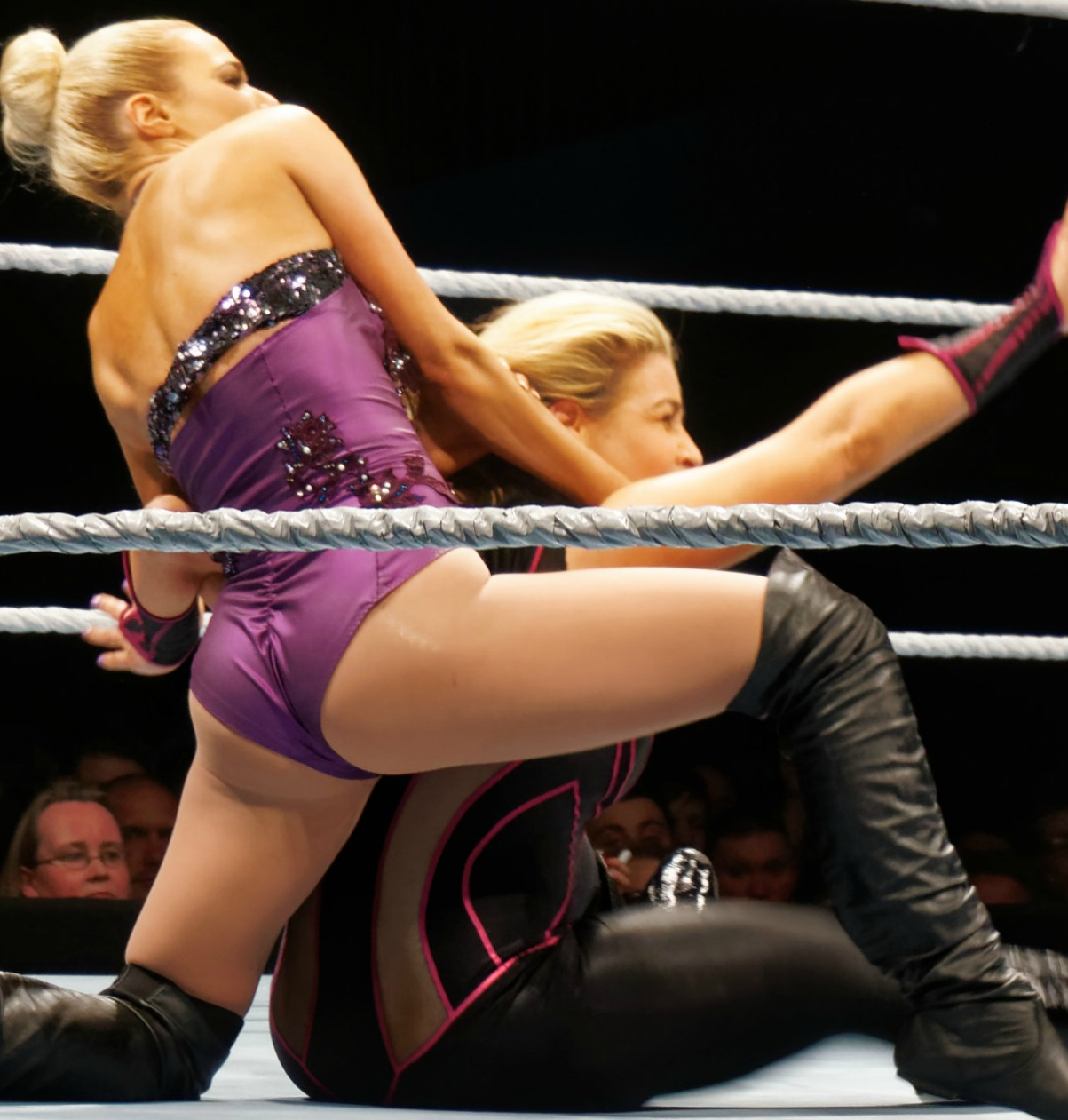
Lana zakładająca chwyt Natalii na gali WrestleManii 32

Lana wróciła do stałych występów 29 lutego 2016 w odcinku WWE Raw, w którym wystąpiła za kulisami przeciwko Brie Belli. Powiedziała, że fani wspierają Bellę tylko z litości, bo miała złego męża. 3 marca w Main Event dokonała nieudanej próby odwrócenia uwagi rywalki w czasie jej walki. 7 marca w Raw i 10 marca w WWE SmackDown! ponownie próbowała odwrócić uwagę Belli, a nawet atakowała ją z zaskoczenia manewrami charakterystycznymi dla rywalki. 14 marca na Raw pierwszy raz udało jej się skutecznie odwrócić uwagę Belli w czasie jej drużynowej walki z Team B.A.D. (Naomi i Tamina). W efekcie sprzymierzyła się z Team B.A.D. i wzięła udział w zakulisowej konfrontacji z Paige. 22 marca w Main Event zaoferowała swoje usługi Emmie i Summer Rae. Po walce Emmy i Paige 28 marca na Raw, Lana i jej sprzymierzeńcy zaatakowali Brie Bellę, Natalyę, Alicię Fox i Paige. Powstrzymała je dopiero Eva Marie. Na WrestleManii 32 Lana wzięła udział w swojej pierwszej walce: drużyna Total Divas (Paige, Natalya, Alicia Fox, Brie Bella, Eva Marie) kontra drużyna B.A.D. & Blonde (Naomi, Tamina, Summer Rae, Lana, Emma). Total Divas przegrały.
25 kwietnia 2016 roku w odcinku WWE Raw Lana powróciła do roli managerki Ruseva i towarzyszyła mu gdy zdobywał United States Championship po raz drugi w swojej karierze na gali Extreme Rules pokonując Kalisto.
29 lipca 2016 roku wzięła ślub z Rusevem i w rzeczywistości zmieniła nazwisko na Barnyashev. W kayfabe para celebrowała swoje zaślubiny 8 sierpnia w odcinku WWE Raw transmitowanym na żywo. Celebrację zakłócił jednak Roman Reigns, który pobił Ruseva i popchnął go na Lanę tak, że ta wpadła na ślubny tort. 19 lipca w wyniku ponownego podziału WWE na brandy oraz draftu została razem z mężem przydzielona do programu Raw. Pierwszy jej występ po podziale miał miejsce 1 sierpnia, kiedy towarzyszyła Rusevowi w skutecznym bronieniu tytułu przed Markiem Henrym. 15 sierpnia na Raw Rusev pojedynkował się z Reignsem w walce o godność Lany, ale przegrał.
11 kwietnia w czasie wydarzenia WWE Superstar Shake-up 2017 Lana i Rusev zostali przypisani do brandu WWE SmackDown, choć od stycznia do kwietnia Lana często występowała też walcząc w NXT. Jej debiut na Smackdown poprzedzały liczne materiały promocyjne. Po raz pierwszy od draftu w 2017 roku pojawiła się w Smackdown 6 czerwca. Wyraziła wówczas chęć wzięcia udziału w pierwszym kobiecym ladder matchu na Money in the Bank. Później tego wieczoru interweniowała w walce 6 zawodniczek uniemożliwiając mistrzyni kobiet Naomi wygraną i poprosiła komisarza brandu SmackDown Shane’a McMahona o możliwość walki o tytuł Naomi. Komisarz i mistrzyni wyrazili zgodę. Walka odbyła się 18 czerwca na Money in the Bank. Zwyciężyła dotychczasowa posiadaczka tytułu. Obie stoczyły później jeszcze dwie walki o mistrzostwo na gali SmackDown Live 27 czerwca i 4 lipca – obie wygrała Naomi. Na Battleground Natalya pokonała Becky Lynch, Charlotte Flair, Taminę i Lanę w walce o bycie główną pretendentką do WWE SmackDown Women’s Championship.

## Inne media
Lana pojawiła się w czterech grach: w WWE 2K15 jako NPC pojawiający się w animacjach Ruseva oraz jako manager w WWE 2K16, WWE 2K17 i WWE 2K18. Od 2016 roku występuje w reality show Total Divas.

## Filmografia

### Film
| Rok                   | Tytuł                                         | Rola                      | Dodatkowe informcje      |
| --------------------- | --------------------------------------------- | ------------------------- | ------------------------ |
| 2008                  | Benny Future and the Madman from Manchester   | Arabella                  |                          |
| 2011                  | Agent XXL: Rodzinny interes                   | Tancerka                  | Niewymieniona w napisach |
| 2011                  | Big Time Beach Party                          | Tancerka                  | Film telewizyjny         |
| 2012                  | Pitch Perfect                                 | Footnote #5/Opening Bella |                          |
| 2014                  | American Hustle                               |                           | Niewymieniona w napisach |
| 2015                  | Soul                                          | Alexis                    |                          |
| 2015                  | Pitch Perfect 2                               | Legacy Bella              |                          |
| 2016                  | Countdown                                     | Ona sama                  | Cameo                    |
| 2016                  | Scooby-Doo! and WWE: Curse of the Speed Demon | Ona sama                  | Głos                     |
| 2016                  | Interrogation                                 | Becky                     |                          |
| Źródło: IMDb, Filmweb |                                               |                           |                          |

### Telewizja
| Rok          | Tytuł                          | Rola        | Odcinek |
| ------------ | ------------------------------ | ----------- | --- |
| 2008         | The Millionaire Matchmaker     | Ona sama    | Tai/German |
| 2009         | The Real Housewives of Atlanta | Ona sama    | Better Tardy Than Never |
| 2011         | The Game                       | Ashley      | A Very Special Episode |
| 2011         | The Fresh Beat Band            | Steguitarus | Veloci-Rap-Star |
| 2011–2012    | I.C.I.R.U.S.                   | Brit        | Britt vs. Delores... (2012), The Devil Will Come, Her Name Is Delores (2012), A Civil Discussion (2012), Superfans (2011), V for Viagra (2011), Horrible Boss, Kiss Ass Darkwater (2011), Girl Power, Stupid Song (2011) |
| 2013         | Banshee                        | Crystal     | Wicks |
| od 2016      | Total Divas                    | Ona sama    | W głównej obsadzie od 6 sezonu |
| Źródło: IMDb |                                |             | |

## Dyskografia

### Single
| Rok  | Singiel             | Album |
| ---- | ------------------- | ----- |
| 2009 | Would You Like That | –     |

## Życie prywatne
Od 29 lipca jest żoną Miroslava Barnyasheva, lepiej znanego pod swoim pseudonimem ringowym Alexander Rusev. Wcześniej umawiała się z aktorem i byłym futbolistą, Isaiah Mustafą

## Styl wrestlerski
- Finishery
  - Hammerlock guillotine drop[62][63]
- Inne charakterystyczne ruchy
  - Reverse roundhouse kick[64]
- Przydomki
  - „The Ravishing Russian” (pl. Porywająca Rosjanka)[65][66]
  - „The Russian Princess” (pl. Rosyjska księżniczka)[67]
- Wrestlerzy, których była menedżerką
  - Rusev[48]
  - Dolph Ziggler[68]
  - Team B.A.D. (Naomi and Tamina)[44]
  - Emma[69]
- Motywy muzyczne
  - „Внимание! (Attention!)” autorstwa CFO$[70]
  - Ravishing autorstwa CFO$[71]

## Osiągnięcia i wyróżnienia
- Wyróżnienie magazynu Rolling Stone za najgorszy wątek fabularny WWE 2015 roku (za Dolph Ziggler/Lana vs Rusev/Summer Rae)[34]
- Wyróżnienie Wrestling Observer Newsletter za Najlepszy Gimmick 2014 roku (z Rusevem)